# Pasquale La Rotella
Pasquale La Rotella (Bitonto, 5 maart 1880 – Bari, 20 maart 1963) was een Italiaans componist, muziekpedagoog, dirigent, organist en fluitist. Hij was een zoon van het echtpaar Vito La Rotella en Bibiana Ambrosi.

## Levensloop
La Rotella begon op vierjarige leeftijd de dwarsfluit te bespelen en werd spoedig lid van de Banda Cittadina "Tommaso Traetta" di Bitonto onder leiding van hun toenmalige dirigent Nicola Bellezza, die snel het grote talent van de jong vaststelde. Op 10-jarige leeftijd werd hij toegelaten aan het Conservatorio di San Pietro a Majella di Napoli in Napels, studeerde bij I. Piazza en behaalde zijn diploma als uitvoerend fluitist in 1893. Vervolgens studeerde hij piano bij Vincenzo Romaniello, orgel bij Marco Enrico Bossi, compositie bij Nicola D'Arienzo en muziekopleiding bij Niccolò van Westerhout, maar hij werd gedwongen de studies te onderbreken, om zijn ouders financieel te steunen. 
Hij was toen werkzaam als muziekleraar aan het Istituo dei ciechi (Instituut voor blinden) in Caravaggio en als fluitist in diverse orkesten, kamermuzikale optredens in hotels en cafés. Toen hij op 15-jarige leeftijd een concert in het Teatro Umberto I  in zijn geboorteplaats dirigeerde, was een luisteraar, Domenico Pannone, enthousiast en overtuigde hem, schreef hem op eigen kosten opnieuw aan het Conservatorio di San Pietro a Majella di Napoli in, om zijn begonnen studies in piano, orgel en compositie voort te zetten. Toen hij 18 jaar was studeerde hij in deze vakken af. 

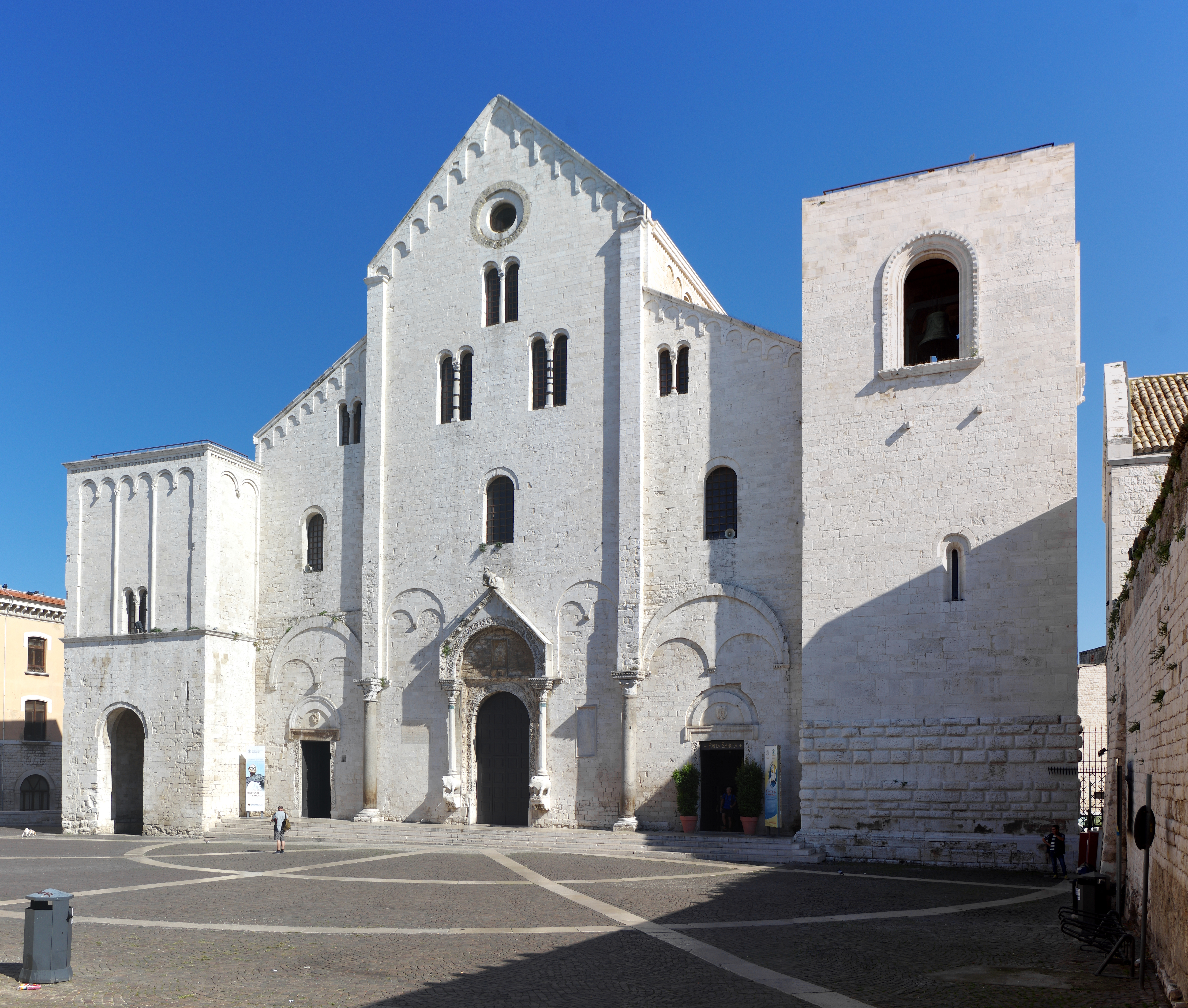
Basiliek van Sint-Nicolaas in Bari bij nacht

Op 20 januari 1900 ging zijn eerste eigene opera Ivan in het Teatro Piccinni in Bari in première. In 1901 werd hij directeur van de "Schola Cantorum" van de Basiliek van Sint-Nicolaas in Bari. Van 1902 tot 1913 was hij eveneens dirigent van het koor aan de Basiliek van Sint-Nicolaas. Op 14 februari 1903 werd hij uitgenodigd voor de inhuldiging van het nieuwe Teatro Petruzzelli in Bari. 
Voortaan ontwikkelde hij zich als dirigent als wereldreiziger, zo dirigeerde hij het orkest van de opera in Caïro, Boedapest, Barcelona, aan het Teatro Verdi in Triëst, in België, de Verenigde Staten en het Teatro Communale van Rijeka, waar hij bijna alle opera's van Richard Wagner dirigeerde. Na de Eerste Wereldoorlog voerde hij vele werken van eigentijdse Italiaanse componisten uit, zoals Francesco Balilla Pratella, Italo Montemezzi, Franco Vittadini, Ermanno Wolf-Ferrari en Riccardo Zandonai. 
Van 1934 tot 1949 was hij directeur van het Liceo musicale in Bari. Tegelijkertijd van 1933 tot 1950 chef-dirigent van de opera van Monte Carlo. Tot zijn leerlingen behoorden onder anderen Giovanni Capaldi, Pasquale Di Cagno, Gino Galluzzi en Franco Casavola.
Op 22 maart 1946 dirigeerde hij in het Teatro Traetta in Bitonto de opera La Traviata ter ere en herdenking van Giuseppe Verdi. Op 23 mei 1953 werd in het Teatro Petruzzelli in Bari in een herdenkingsconcert voor Saverio Mercadante het werk Il Giuramento uitgevoerd onder leiding van La Rotella. In 1957 werd hij uitgenodigd om in zijn geboorteplaats Bitonto een grote componist ter herdenken Tommaso Traetta. 
Als componist was hij ook zeer productief; hij schreef werken voor orkest, banda (harmonieorkest), het muziektheater, vocale muziek en kamermuziek. In 1948 ging in Nice zijn laatste opera Manuela in première.

## Composities

### Werken voor orkest
- 1903 Intermezzo in fis mineur uit de 3e akte van de opera "Dea", voor strijkorkest
- 1921 Intermezzo d'archi, voor strijkorkest
- 1928 Mattino della Montagna
- 1930 Reve d'enfant, intermezzo voor kamerorkest
- 1936 Andante e Scherzo, voor kamerorkest
- 1936 Suite sinfonica da Corsaresca, in vijf delen voor orkest
  1. Allegro assai
  2. Allegro moderato
  3. Scherzo
  4. Lento non troppo
  5. Presto
- 1955 Poema Sinfonico
- Trittico sinfonico, voor orkest
  1. Poema
  2. Intermezzo

### Werken voor banda (harmonieorkest)
- 1905 Rompete le righe, mars
- 1929 Marcia a Fiume
- 1952 Gloria d'eroi, marcia sinfonica
- 9 Agosto 1916 (la presa di gorizia), marcia sinfonica - bewerkt door Salvatore Rubino
- Marcia funebre nr. 13
- Nove agosto, marcia sinfonica

### Missen en andere kerkmuziek
- 1905 Miserere mei Deus, voor zangstem en strijkers
- 1905 Missa de Angelis fa maggiore (F majeur), voor gemengd koor
- 1905 Te Deum Laudamus si bemolle maggiore (Bes majeur), voor gemengd koor
- 1909 Miserere fa diesis minore (fis mineur), voor gemengd koor en strijkorkest
- 1929 Pange lingua et Tantum ergo, voor twee gelijke stemmen (kinderen- of mannenstemmen) met orgel (of harmonium) begeleiding
- 1930 Beatus vir, voor gemengd koor
- 1952 Preghiera alla Vergine, voor gemengd koor en strijkersensemble - tekst: H. Nazariantz
- Dixit Dominus, voor gemengd koor
- Magnificat do maggiore (C majeur), voor driestemmig gemengd koor (SAT) en orgel
- Stabat Mater, voor solisten, gemengd koor, kamerorkest en piano  - opgedragen aan Paus Pius XII
- Tota pulchra, voor vrouwenkoor, orkest en orgel - tekst: G. D'Annunzio
- Vexilla Regis, voor gemengd koor, strijkers en orgel

### Muziektheater

#### Opera's
| Voltooid in | titel           | aktes                 | première                                   | libretto                                   |
| ----------- | --------------- | --------------------- | ------------------------------------------ | ------------------------------------------ |
| 1899        | Ivan            | 3 bedrijven           | 20 januari 1900, Bari, Teatro Piccinni     | Giovanni Agostino Perotti , Vincenzo Fione |
| 1902-1903   | Dea             | 3 bedrijven 4 scènes  | 11 april 1903, Bari, Teatro Petruzzelli    | Goffredo Di Crollalanza                    |
| 1908        | Fasma           | 3 bedrijven           | 28 november 1908, Milaan, Teatro Dal Verme | Arturo Colautti                            |
| 1933        | Corsaresca      | 3 bedrijven           | 13 november 1933, Rome                     | Enrico Cavacchioli                         |
| 1947-1948   | Manuela         | 3 bedrijven, 6 scènes | 4 maart 1948, Nice, Théàtre de l’Opéra     | Arturo Rossato                             |
|             | Vincenzella     |                       |                                            | Enrico Cavacchioli                         |
|             | Maria di Trento |                       |                                            |                                            |

### Vocale muziek

#### Werken voor koor
- 1912 Inno a San Nicola, voor gemengd koor

### Kamermuziek
- Gavotte, voor strijkkwintet en harp
- Loure (Danza antica), voor strijkkwartet
- Rêve d'Enfant, voor strijkkwintet en harp

## Publicaties
- Niccolò Piccinni commemorato dal maestro Pasquale La Rotella nel II centenario della nascita, Bari, Cressati, 1928. 43 p.